# Chamaemelum fuscatum
Chamaemelum fuscatum — вид квіткових рослин родини айстрові (Asteraceae). лат. fuscatum — «темний».

## Опис
Однорічна, як правило, червонувата в нижній половині трав'яниста рослина. Стебла 6–40(60) см, прямовисні або висхідні, розгалужені, як правило, в нижній половині. Сім'янки 1–1.4 мм, яйцеподібні, злегка стислі. Цвіте і плодоносить з жовтня по травень.

## Поширення
Північна Африка: Алжир; Марокко; Туніс. Південна Європа: Італія; Франція; Португалія; Гібралтар; Іспанія. Населяє тимчасово затоплені місця.